# 凌志CT
CT（Lexus CT）是豐田汽車的高級品牌Lexus CT 於 2011 年初登場，雖然在 2013、2017 年曾進行改款動作，但幅度不大，由於全球銷量持續下滑，加上產品新鮮度不夠，台灣市場於今年初進行停售，目前僅剩日本等特定市場繼續提供，致使讓 Lexus CT 停產傳聞不斷，不過日本當地近來針對 CT 車系釋出新年式改良，期望讓 CT 再帶動一波聲量。由於產品週期適逢末代、苦等無改款任何消息，加上又受到自家 UX 休旅新星打壓，Lexus CT 始終流傳即將停產消息。
CT 是 Lexus 旗下唯一的油電掀背車，與 UX 小休旅同樣主打豪華入門級距，但由於相差不大的產品定位，近幾年來，光環被 UX 休旅奪去不少。日規推出的新式是改良版，外觀、內裝維持不變，乃是將 PKSB 防碰撞輔助系統列為全車系標準配備，與自家的 ES、RX、NX 車系看齊，強化安全係數。事實上，CT 車系在全球銷量持續下滑，若是繼續維持現行戰力，情況仍是相當不樂觀，在用車潮流趨勢改變下，未來 CT 車系不排除以純電車身分轉型，屆時就會與 M.Benz EQ A 等豪華入門電動車來較勁。
安全系統上，除了 8 顆氣囊、VSC 車輛穩定控制系統、TRC 循跡防滑控制系統、ECB 電子式煞車控制系統、ABS 防鎖定煞車系統、EBD 電子煞車力道分配系統、HAC 上坡起步輔助系統等之外，在主動安全系統上這次改款導入了最新的 Lexus Safety System+主動式安全防護系統，藉由車頭的毫米波雷達及車內後視鏡前方的智能攝影機提供 LDA(Lane Departure Alert) 車道偏離警示系統、PCS(Pre-Crash Safety system) 預警式防護系、 DRCC(Dynamic Radar Cruise Control System) 雷達感應式車距維持定速系統、AHB(Automatic High Beam) 智慧型遠光燈自動切換系統等。

## 性能
- 智能多重駕馭模式
- 歐規懸吊系統

## 節能
- Hybrid油電混合
- 2ZR-FXE Atkinson循環引擎
- ECVT無段變速系統
- 永磁電動馬達
- HV鎳氫電池
- PCU動力控制模組

## 外部連結
- LEXUS index（页面存档备份，存于）
- Lexus CT 200h 徹底研究－U-CAR 徹底研究（页面存档备份，存于）